# Ternay, Loir-et-Cher

Ternay este o comună în departamentul Loir-et-Cher, Franța. În 1 ianuarie 2022 avea o populație de 330 de locuitori.